# Clavariopsis aquatica
Clavariopsis aquatica är en svampart som beskrevs av De Wild. 1895. Clavariopsis aquatica ingår i släktet Clavariopsis, ordningen Pleosporales, klassen Dothideomycetes, divisionen sporsäcksvampar och riket svampar.   Inga underarter finns listade i Catalogue of Life.